# 국고관계
국고관계(國庫關係) 혹은 국고작용이란 국가 등이 사(私)경제활동의 주체로서 행하는 작용을 뜻하는 행정법상 개념이다. 국고관계에서의 행위는 사(私)법관계에 속하며 국가를 당사자로 하는 계약에 관한 법률, 국유재산법, 공유재산관리법 등 특수규율하는 규정들이 사(私)법규정이 된다. 판례 역시 조달계약을 사(私)법상 계약으로 본다. 국고관계에서는 행정주체의 우월적 지위가 인정되지 않을 뿐만 아니라, “같은 성질의 관계는 같은 성질의 법률로 규율되어야 한다”는 의미에서 사(私)법이 적용되고 그 분쟁의 해결은 민사소송절차에 의하게 된다.

## 예
- 행정주체와 사인간의 물품매매계약, 청사`도로`교량의 건설공사 도급계약, 건물임대계약, 국유재산(잡종재산)의 매각, 국채ㆍ지방채의 모집, 수표발행, 금전차압, 국가의 철도운행사업

## 같이 보기
- 권력관계
- 사법관계
- 관리관계
- 국고행위

## 참고 문헌
- 김철용, 행정법, 고시계사, 2012. ISBN 9788958223832
- 김철용, 행정법입문, 고시계사, 2010. ISBN 9788958223061